# Brian Maxwell
Brian Maxwell (Abbotsford, 13 januari 1986) is een Canadees voormalig boogschutter.

## Carrière
Maxwell nam deel aan de Pan-Amerikaanse Spelen in 2019 in Lima, hij veroverde er een gouden medaille in de teamcompetitie samen met Crispin Duenas en Eric Peters. Hij nam deel aan de wereldkampioenschappen in 2017 en 2019; beide keren geraakte hij niet verder dan de eerste ronde.

## Erelijst

### Wereldkampioenschap
Individueel
- 2017: 1e ronde (verloren van Juan René Serrano met 2-6)
- 2019: 1e ronde (verloren van Ilfat Abdullin met 0-6)

### Pan-Amerikaanse Spelen
Indivdueel
- 2019: 1e ronde (verloren van Luis Álvarez met 0-6)

Team
- 2019:  Lima

### Pan-Amerikaans kampioenschap
Individueel
- 2018: 3e ronde (verloren van Adrián Puentes met 2-6)
- 2022: 3e ronde (verloren van Andrew Azores met 2-6)